# 3I/ATLAS
3I/ATLAS または C/2025 N1 (ATLAS) は、2025年7月1日にチリのコキンボ州・Río Hurtadoで観測を行っていた小惑星地球衝突最終警報システム (ATLAS) によって発見された非周期彗星である。発見直後は A11pl3Z と呼称されていた。3I/ATLAS は、太陽の周囲を軌道離心率が約 6.14 という直線に近い双曲線軌道を描いて移動しており、オウムアムア (1I/ʻOumuamua) とボリソフ彗星 (2I/Borisov) に続いて太陽系外からの飛来が確認された観測史上3例目の恒星間天体として知られている。2025年11月頃に見かけの明るさが最も明るくなると計算されているが、それでも12等級程度であると予測されており、近日点の通過前後でも肉眼で観測することはできないとされている。

## 観測と命名
3I/ATLAS は、チリのコキンボ州・Río Hurtadoにて観測が行われている小惑星地球衝突最終警報システム (ATLAS) の望遠鏡によって2025年7月1日に発見された。発見当初の見かけの明るさは約18等級、太陽に対する相対速度は約 61 km/s、太陽からの距離は木星軌道のやや内側である約 4.53 au であり、天の川付近のいて座とへび座の境界付近をゆっくりと移動していた。この新たに発見された天体は、直後に暫定的な仮称として A11pl3Z と呼称され、発見時の観測データは国際天文学連合 (IAU) が運用している小惑星センター (MPC) に提出された。これらの観測結果から、当初この天体は地球軌道に接近する可能性のある非常に軌道離心率の高い軌道を描く天体である可能性が示され、小惑星センターは確認待ちの地球近傍天体候補の天体が掲載される地球近傍天体確認ページ (Near Earth Object Confirmation Page, NEOCP) に A11pl3Z を掲載した。
天文学者やアマチュア天文家などによって行われた他の観測施設による追跡観測により、この天体は地球に接近するような軌道ではなく、星間空間から飛来してきて二度と太陽へ接近しない双曲線軌道となっている可能性があることが明らかになり始めた。そして正式な発見の前に行われていた観測データも用いてこの天体が実際に星間空間から飛来してきた恒星間天体であることが確認されるようになった。これらの観測記録には、同年6月14日から6月21日にかけて行われた Zwicky Transient Facility による観測や、6月25日から6月29日にかけて行われた ATLAS による観測の結果が含まれている。アマチュア天文家の Sam Deen は、同年6月5日から25日までの ATLAS による正式な発見前に行われた観測の結果にも注目し、A11pl3Z が早期に発見されなかったのは、銀河系中心部の恒星が高密度で分布している領域の前を通過していたためと推測している。
初期観測では、A11pl3Z が小惑星なのか彗星なのかは分かっていなかった。2025年7月2日にチリの Deep Random Survey やアメリカ・アリゾナ州のローウェル・ディスカバリー望遠鏡、ハワイ島・マウナケア山のカナダ・フランス・ハワイ望遠鏡による観測では、A11pl3Z の周囲にコマと見かけの長さが約3秒角の短い尾が観測され、Ａ11pl3Z で彗星活動がみられることが示唆された。一方で、アラン・ヘールを含む多くの天文学者は、A11pl3Z に彗星のような特徴は見られないと報告している。2025年7月2日21時31分（協定世界時、日本標準時では翌3日6時31分）、小惑星センターは小惑星電子回報 (Minor Planet Electronic Circular) にて A11pl3Z の発見を正式に発表し、最初に発見を報告した「ATLAS」とこれまでに確認された3番目の恒星間天体であることを示す符号「3I」を付した 3I/ATLAS という名称を正式に命名した。また、同時に非周期彗星としての符号である C/2025 N1 (ATLAS) という名称も付与された。3I/ATLAS の発見・命名が正式に発表されるまで、小惑星センターには31ヵ所の異なる観測施設で記録された122の観測データが収集された。
さらに同年7月6日には、Zwicky Transient Facility による5月22日から6月21日までの期間に行われた10回分の観測データ内からも 3I/ATLAS が検出されたことが小惑星電子回報にて公表されている。7月18日にはそれよりもさらに早い5月21日以降にイスラエルのワイツマン天文観測所 (Weizmann Astrophysical Observatory) によって観測されていた記録が公表された。
2025年6月にファーストライトが公開されたばかりであるヴェラ・C・ルービン天文台も、同年6月21日から7月3日までの検証観測中において 3I/ATLAS を偶然観測することに成功していた。これらの観測により、中心部のコマがわずかに大きくなっていることが示され、想定される核の直径に制約を課すことが出来た。ヴェラ・C・ルービン天文台による検証観測がさらに2週間早く始まっていれば、ATLAS よりも先に 3I/ATLAS を発見できていた可能性がある。
7月21日にはハッブル宇宙望遠鏡による 3I/ATLAS の観測が行われた。また、同年11月にはハッブル宇宙望遠鏡は 3I/ATLAS の紫外線分光観測を行って核から放出されているガスの組成とそれに含まれている硫黄と酸素の比率を調査する予定となっており、それ以降も太陽から離れていく 3I/ATLAS の様子を観測する見通しである。ジェイムズ・ウェッブ宇宙望遠鏡も近日点通過前の同年8月と通過後の12月に 3I/ATLAS を観測する予定となっている。ジェイムズ・ウェッブ宇宙望遠鏡による赤外線分光観測では、3I/ATLAS に含まれている水や一酸化炭素、二酸化炭素、アンモニアなどの特定の化合物が含まれているかを検出することができる。

## 軌道
| 天体名                             | 速度                    |
| ---------------------------------- | ----------------------- |
| オウムアムア (1I/ʻOumuamua)        | 26.33 km/s 5.55 au/年   |
| ボリソフ彗星 (2I/Borisov)          | 32.2 km/s 6.79 au/年    |
| CNEOS 2014-01-08（恒星間天体候補） | 44.8 km/s 9.24 au/年    |
| 3I/ATLAS                           | ≈ 58 km/s ≈ 12.23 au/年 |

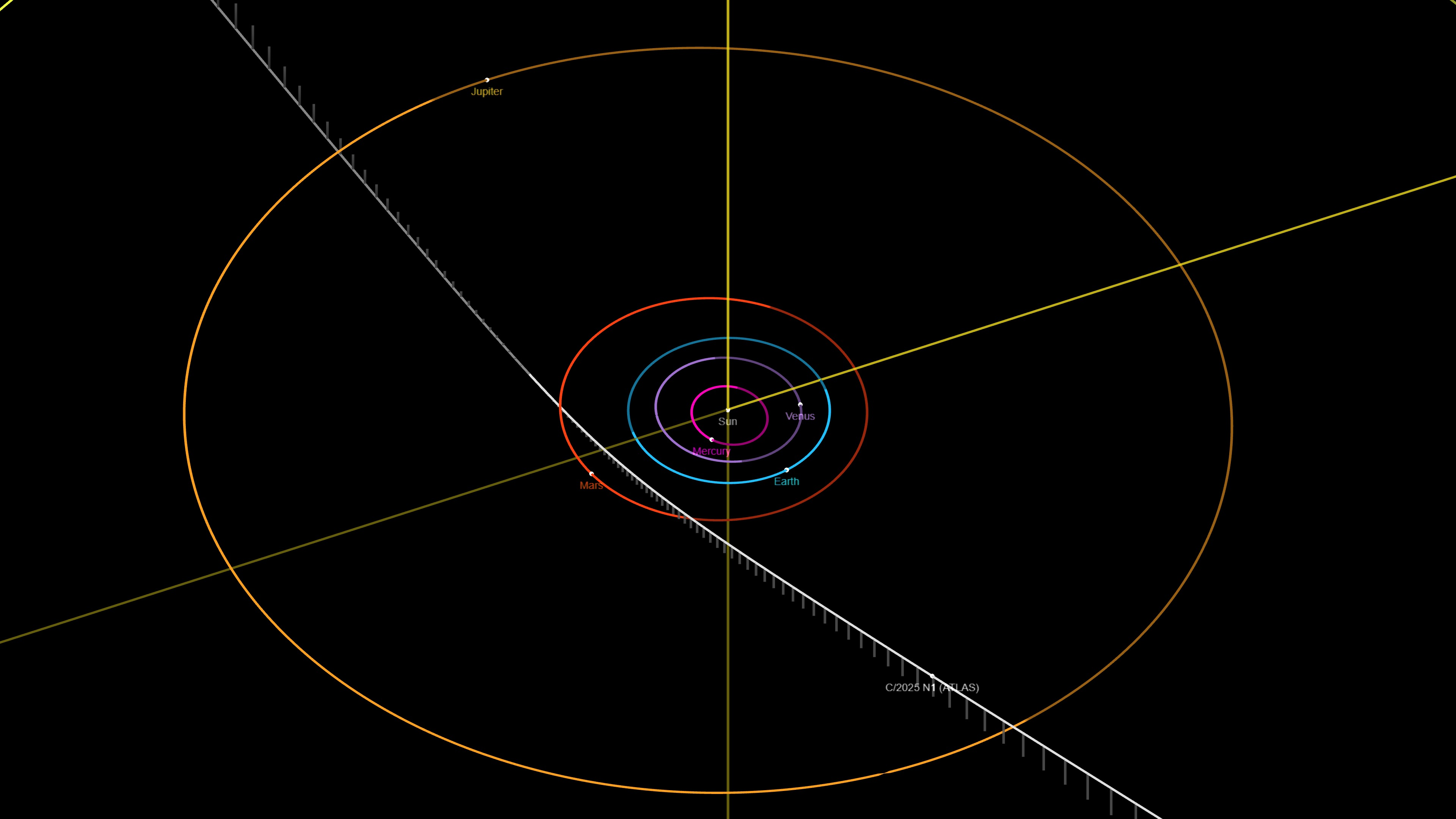
3I/ATLAS の軌道（白線）を示した図。軌道離心率が非常に大きいため、直線にかなり近い双曲線軌道を描いていることが分かる。各天体の位置は2025年7月3日時点のもの。

3I/ATLASは、約 6.142 という非常に高い軌道離心率を持つ双曲線軌道を描いて太陽系を移動している。これは、それまでに観測されていた恒星間天体であるオウムアムア（約1.2）やボリソフ彗星（約3.4）を大きく上回っており、観測史上最も大きな軌道離心率を持つ恒星間天体である。発見直後の予備的な計算結果では軌道離心率は10を超えるとも予測されていたが、観測データが増えてきたことで軌道が精査され、軌道離心率は6前後へ収束することとなった。黄道面に対する軌道傾斜角は約175度であり、太陽系の惑星の進行方向とはほぼ逆方向で太陽系を横断する。3I/ATLAS の近日点通過時の太陽に対する相対速度は 68 km/s に達すると予測されており、太陽系内の天体からの重力の影響を受けない星間空間での双曲線過剰速度（{\displaystyle v_{\infty }}）でも約 58 km/s 程度とされている。
2025年10月29日頃に太陽に最も接近する近日点に到達し、火星軌道にほぼ相当する太陽から約 1.357 au（約2億300万 km）の距離にまで近づき、その約4週間前の同年10月3日には火星から約 0.194 au（約2900万 km）にまで接近するとみられている。この火星への接近時に火星から見た見かけの明るさは11等級に達し、マーズ・リコネッサンス・オービターなどの火星の周回軌道上にある火星探査機から観測できる可能性が示されている。近日点通過前後は 3I/ATLAS は太陽を挟んで地球とは反対方向に位置することになり、特に9月5日から11月4日にかけては太陽に対する離角が45度未満になるほど太陽に近づくとされているため、地上からは観測できなくなる。近日点通過後の同年11月3日頃には金星から約 0.650 au（約9718万 km）にまで</ref>、同年12月19日頃に地球から約 1.784 au（約2億6690万 km）にまで接近するとみられ、12月上旬頃から再び地上からでも観測できるようになる。さらにその後の2026年3月16日頃には木星から約 0.357 au（約5335万 km）にまで接近すると予測されている。

## 物理的特徴
2025年7月2日、天文学者のデビッド・C・ジューイットとジェーン・ルーがノルディック光学望遠鏡を用いた観測を行ったところ、3I/ATLAS は「明らかに活動的」であり、拡散した尾を伸ばしていることが明らかになった。同日に Miguel R. Alarcón とカナリア天体物理学研究所の研究者らによる研究チームも、スペインのテイデ天文台にある口径 2 m の望遠鏡2台による観測から、3I/ATLAS には少なくとも約 25,000 km の長さの尾が伸びていることが確認された。ハレアカラ天文台 に設置されている口径 2 m の Faulkes Telescope North に搭載されている様々な波長の光フィルターで 3I/ATLAS の明るさを測定した結果、3I/ATLAS のコマは塵の存在を表す赤みがかった色をしており、2019年に発見された観測史上初の恒星間彗星であるボリソフ彗星に似ていることが分かった。様々な望遠鏡による即時観測では、3I/ATLAS の核の自転周期を求めることはできなかったが、約29時間に渡って行われた観測では、3I/ATLAS の明るさの変化量は0.2等級以下とほとんど変化していないことが判明している。これは、コマに存在している塵が自転している核を覆い隠していることに起因している可能性があるとされた。しかし、口径 10.4 m のカナリア大望遠鏡によって同年7月2日から7月5日にかけて行われたさらに精度の高い観測により、3I/ATLAS には0.2等級の振幅の変光がみられると報告され、その周期から核の自転周期は17時間弱であると求められた。
発見直後の 3I/ATLAS の絶対等級 (H) は14.8等級ともされていたが、その後の観測では13.7等級と求められている。物理学者の Marshall Eubanks はコミュニティ内のメーリングリストにおいて、初期の観測結果に基づいた推定では 3I/ATLAS の彗星核の直径が最大で約 20 km 程度にもなる可能性があると述べており、それまでに知られていた2つの恒星間天体よりもかなり大きな直径を持っていることが示された。アメリカ国立科学財団の研究員である Darryl Seligman らによる研究チームは、3I/ATLAS が正式に発見された2日後である2025年7月3日に論文掲載ウェブサイト arXiv に3I/ATLAS の特性を調査した初期観測結果の論文を寄稿したが、ここでは絶対等級 (H) を12等級、3I/ATLAS の核が表面の暗い小惑星と同様の特性を持つと仮定して、核の直径は最大で約 24 km になる可能性を示唆したが、その後のヴェラ・ルービン天文台による観測結果を分析した研究では絶対等級 (H) が現在の13.7等級へ下方修正され、核の直径の最大値も 11.2 km に改められた。さらに、3I/ATLAS は先述の通りコマまたは光を反射する塵に囲まれた活動的な彗星であると考えられているため、核とコマの絶対等級を組み合わせた全光度 (M1) で計算すると、実際の核の大きさはこれよりも大幅に小さくなると予想されている。それでも、3I/ATLAS はもう1つの既知の恒星間彗星であるボリソフ彗星と比較すると彗星活動は弱いとみられていることから、核の直径はボリソフ彗星よりも1桁（10倍）大きいと考えられている。ボリソフ彗星の核の直径が最大で 0.4 - 0.5 km 程度と推定されており、ここまでの核の直径に関する推論をそのまま当てはめるのであれば、3I/ATLAS の核の直径は最大で 4 - 5 km 程度になる可能性もあるが、実際の直径はそれよりもさらに小さく、1.2 km 未満であるとする意見もある。

## 組成と起源
3I/ATLAS は銀河系の中心部が位置しているいて座の方向から飛来しており、銀河円盤の中でも炭素や酸素などの重元素を多く含んでいる年老いた恒星が多数存在している厚い円盤と呼ばれる領域で形成されたことが示唆されている。長期間に渡って星間空間を移動してきたことから水の氷を多く含んでいる可能性があり、太陽系の年齢よりも古い約70億年前に形成された可能性も示されている。2025年7月5日と7月14日にジェミニ南望遠鏡とNASA赤外線望遠鏡施設で行われた近赤外線での分光観測から、3I/ATLAS のコマは粒径が約 10 μm の水の氷やケイ酸塩の粒子で構成されていることが明らかとなっており、太陽への接近で1秒あたり 0.1 - 1 kg の物質が放出されているとも推定されている。

## 宇宙船仮説論争
2025年7月16日、ハーバード大学のアヴィ・ローブとイギリスの非営利団体である Initiative for Interstellar Studies (i4is) の研究者らは、3I/ATLAS が「異常な」特徴を持っていると考えられたことから、地球外生命体によって作られた人工的な宇宙船である可能性があると推測する論文を arXiv に発表し話題となった。研究チームがそう考える根拠として、想定される 3I/ATLAS の大きさが明らかに大きいこと、識別可能な化学物質が含まれていないこと、そして軌道が黄道面にほぼ一致していることを挙げている。ローブらは 3I/ATLAS が黄道面とほぼ一致するような軌道を描きながら金星、火星、木星にここまで接近する確率は 0.005% 未満であると分析し、また、惑星の公転方向に対して逆行することで特定の惑星に容易に到達できる上に、人類が 3I/ATLAS への接近および迎撃したりすることを極めて困難にさせているという仮説を提唱した。また、3I/ATLAS が近日点を通過する前後は地球は太陽を挟んで反対側に位置しており、地球から観測した際の離角が30度未満になるように 3I/ATLAS と太陽と地球がほぼ一直線に位置関係が揃う確率は約 7% であると計算している。この仮説が公表されると、他の天文学者からは即座にローブらの仮説を非難する声が上がった。科学ニュースサイトの Live Science は、3I/ATLAS が自然由来の彗星であるという意見が圧倒的であると報じ、多くの研究者がこの新しい論文に失望し、他の科学者の研究の邪魔になると指摘していると付け加えた。3I/ATLAS に関する最初の研究論文を公表した研究チームを率いた Darryl Seligman は「3I/ATLAS には数多くの望遠鏡による観測が行われており、典型的な彗星活動の兆候が示されている」と述べている。Seligman はさらに、3I/ATLAS はまだ太陽から遠く離れているため、その中に含まれている化学物質はまだ詳細に検出できない可能性があると説明している。それ以来、観測により 3I/ATLAS には彗星ではごく一般的な水の氷が含まれているという証拠が報告されている。
ローブは以前にも、初めて観測された恒星間天体であるオウムアムアについても、地球外生命体による人工物である可能性があると主張し、多くの研究者から批判を受けている。ローブ自身もブログで「最も可能性の高い結論は 3I/ATLAS が完全に自然な恒星間天体、おそらく彗星であるということだ」と述べている一方で、自身の仮説について「仮説自体は興味深い試みであり、その妥当性に関わらず、探求するのは楽しい」と擁護している。レジャイナ大学の天文学者である Samantha Lawler は「いかなる『検証可能な予測』に対しても偏見を持たないことが重要ではあるが、ローブらによる新しい論文はこの考え方を押し広げすぎている」と強調しており、さらに、カール・セーガンの言葉を引用して「研究者の大多数は途方もないことを主張するにはそれ相応の途方もない証拠が必要という考えに賛同しており、ローブらが提示した証拠は決して並外れたようなものではない」と述べている。

## ギャラリー

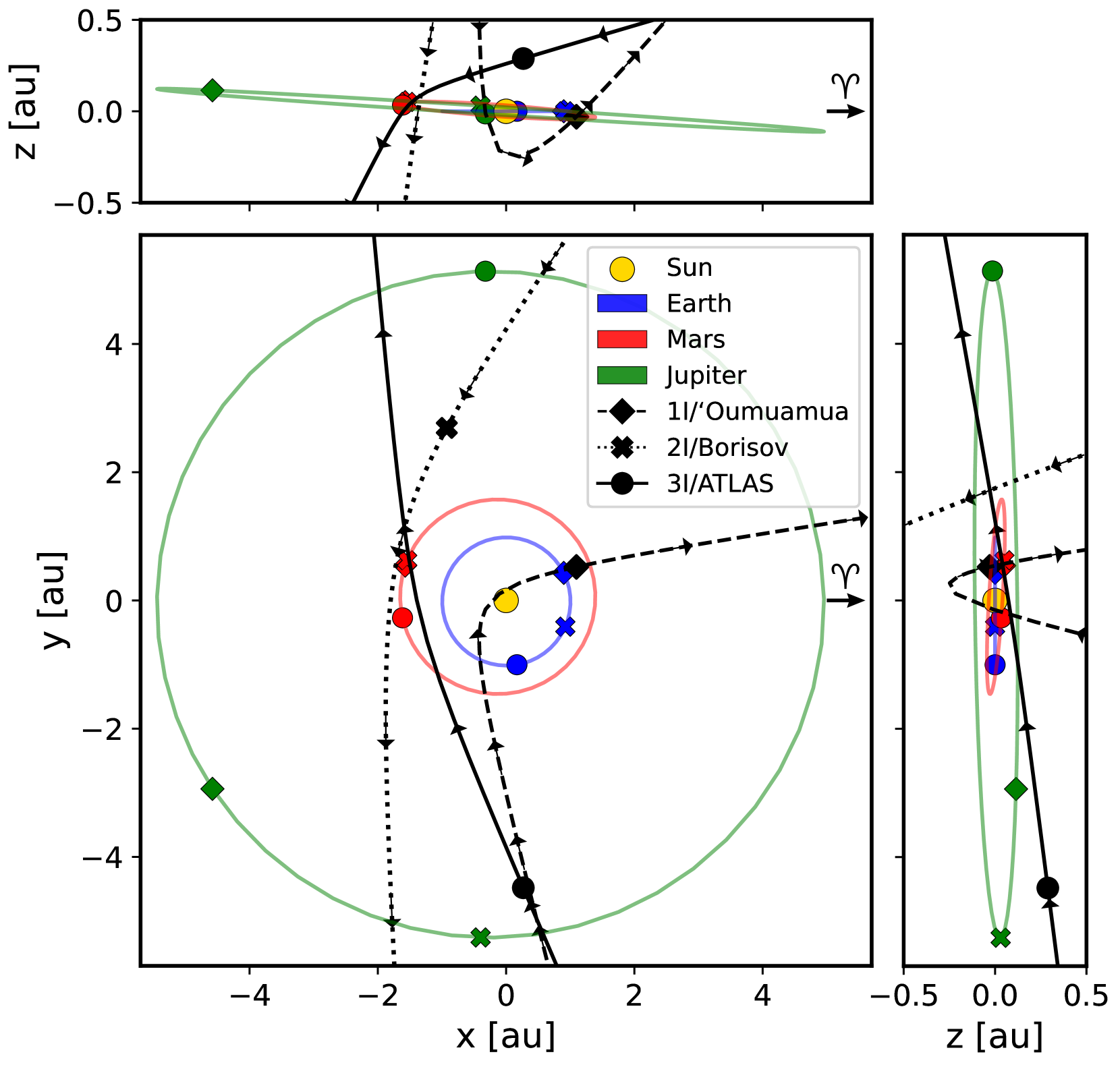
3I/ATLAS を含む既知の恒星間天体の木星軌道以内における軌道を示した図
2025年7月1日に小惑星地球衝突最終警報システム (ATLAS) によって撮影された 3I/ATLAS の発見画像
チリで行われている Deep Random Survey で用いられている口径 43 cm 望遠鏡が2025年7月2日に撮影した 3I/ATLAS（中央左から右へ動く点）
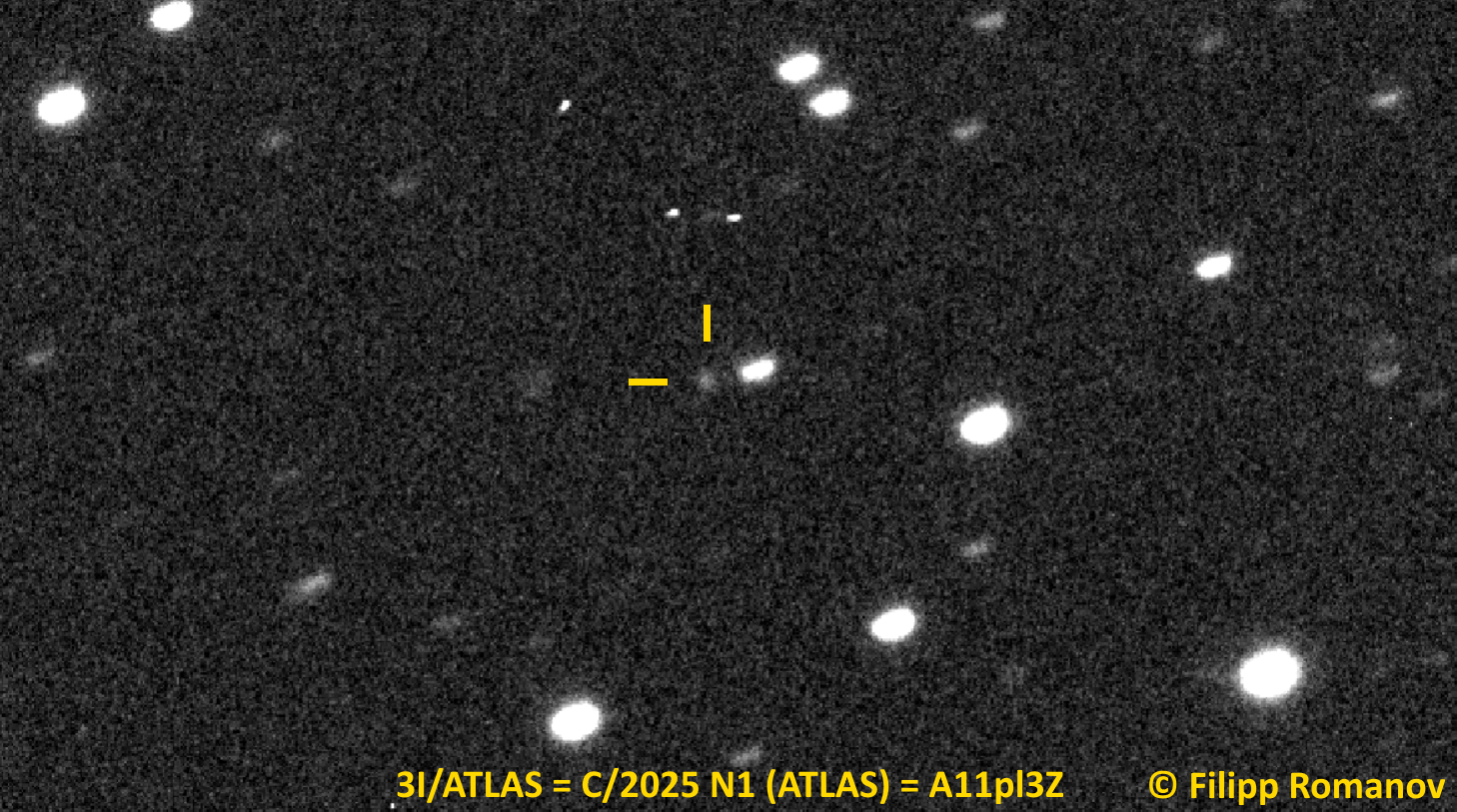
チリで行われている iTelescope Deep Sky Chile で用いられている口径 51 cm 望遠鏡が2025年7月2日に撮影した 3I/ATLAS
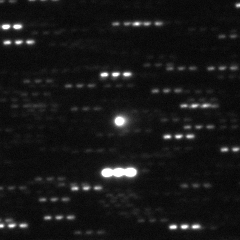
カナダ・フランス・ハワイ望遠鏡が2025年7月2日に撮影した 3I/ATLAS の画像。やや細長くぼやけた外観をしており、3I/ATLAS が彗星であることが分かる[42]。
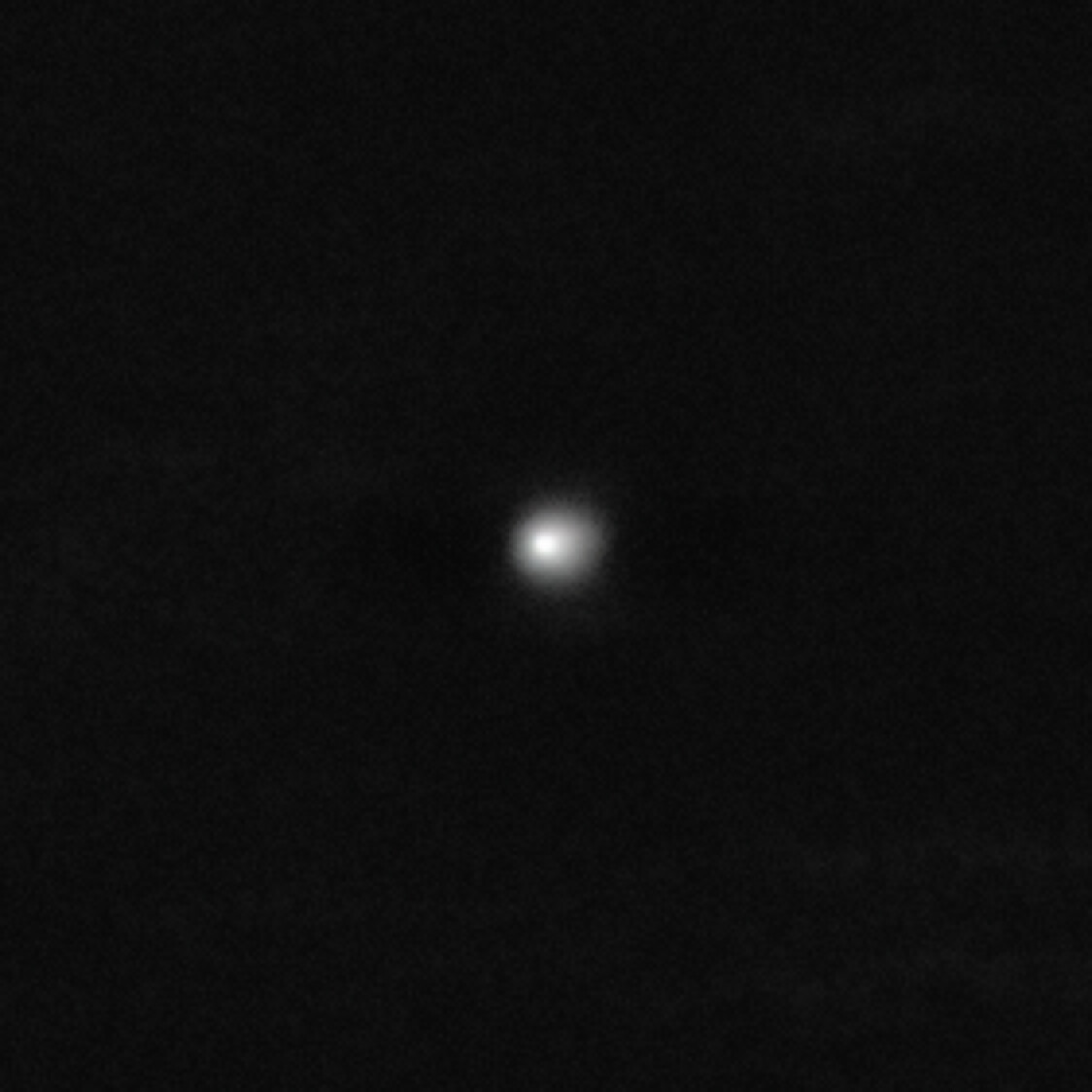
2025年7月3日に超大型望遠鏡VLTの可視光線分光装置 FORS2 によって撮影された 3I/ATLAS
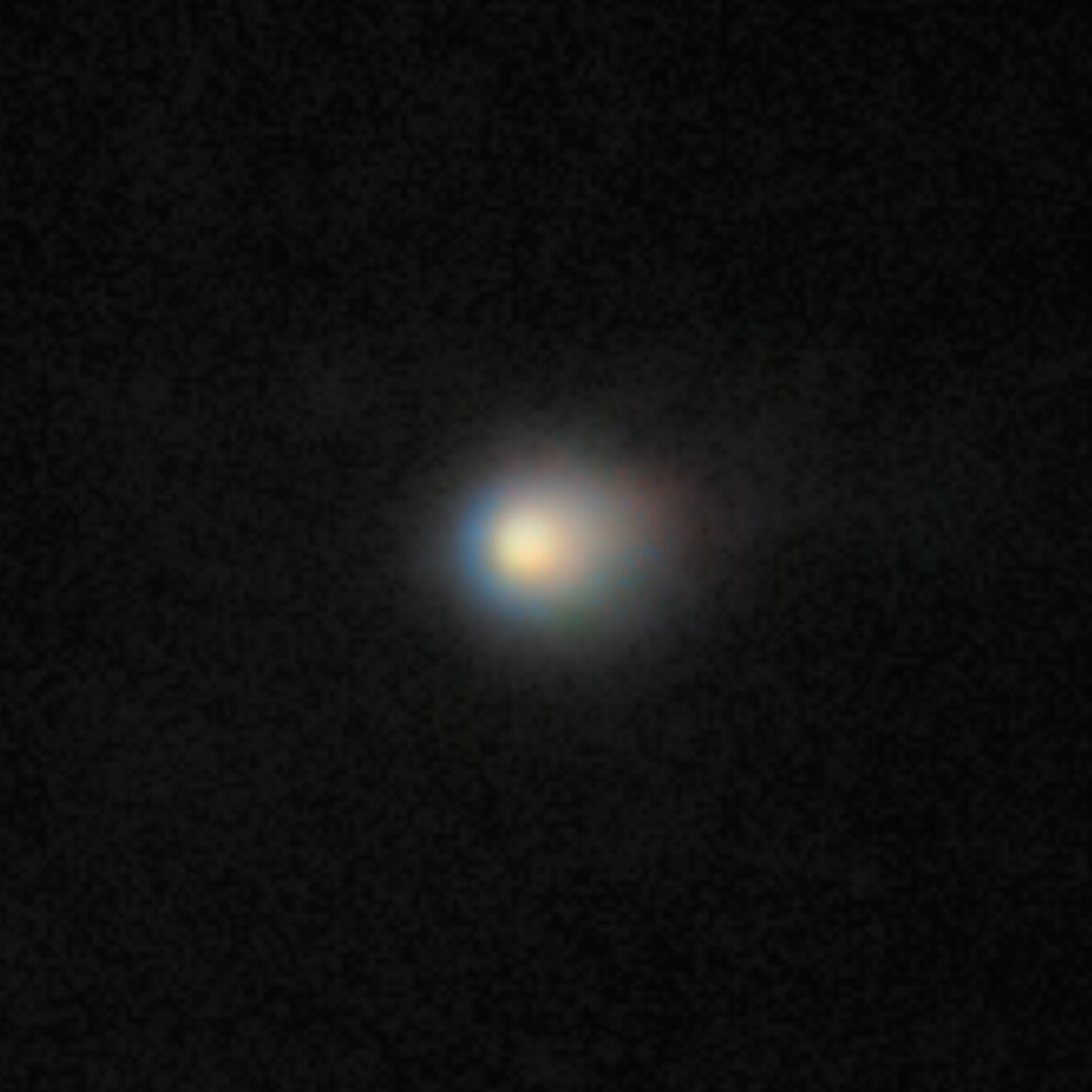
2025年7月3日にジェミニ北望遠鏡によって撮影された 3I/ATLAS の画像
2025年7月21日にハッブル宇宙望遠鏡によって撮影された 3I/ATLAS